# Hypagyrtis deplanaria
Hypagyrtis deplanaria là một loài bướm đêm trong họ Geometridae.